# Cura foremanii
Cura foremanii là một loài giun dẹp trong họ Dugesiidae. Loài giun dẹp này lưỡng tính. Chúng sống ở vùng nước ngọt Đông và Trung Bắc Mỹ.

## Đồng nghĩa
- Dugesia foremanii Girard, 1852
  - Planaria foremanii (Girard, 1852)
  - Curtisia foremanii (Girard, 1852)
- Planaria simplissima Curtis, 1900[1]
  - Curtisia simplissima (Curtis, 1900)
  - Planaria simplicissima Morgan, 1904 (spelling emend.)
  - Curtisia simplicissima (Morgan, 1904)
- Dugesia modesta Girard, 1893